# Spilosoma elbursi
Spilosoma elbursi är en fjärilsart som beskrevs av Daniel 1937. Spilosoma elbursi ingår i släktet Spilosoma och familjen björnspinnare. Inga underarter finns listade i Catalogue of Life.